# Abu Subaida

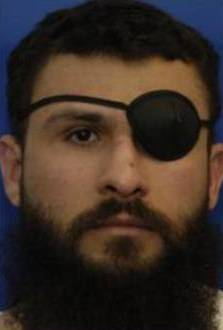
Abu Subaida

Abu Subaida (arabisch أبو زبيدة, DMG Abū Zubaida, englische Schreibweise: Abu Zubaydah), eigentlich Zain al-Abidin Muhammad Husain (arabisch زين العابدين محمد حسين),
(* 12. März 1971 in Saudi-Arabien) ist ein des islamistischen Terrorismus verdächtigter Palästinenser. Er wurde noch nie wegen eines Verbrechens angeklagt, er stand nie vor Gericht, befindet sich jedoch bis heute in einer Zelle im US-Gefangenenlager Guantánamo Bay, ohne Aussicht auf Freilassung.
Abu Subaida wird verdächtigt, seit den 1990er-Jahren in Afghanistan in den Betrieb mehrerer Ausbildungslager für islamistische Untergrundkämpfer eingebunden gewesen zu sein (siehe Afghanischer Bürgerkrieg). Im Februar 2000 wurde er als Organisator von Ende 1999 in Jordanien aufgedeckten Anschlagsplänen auf westliche und israelische Touristen benannt. Er wurde 2002 in Pakistan gefangen genommen und nach den Angaben seiner Anwälte in zahlreichen Geheimgefängnissen des US-Auslandsgeheimdiensts CIA in Polen, Marokko, Litauen und Thailand gefangengehalten und gefoltert. So hat die BBC berichtet, dass sich auf dem Luftwaffenstützpunkt in Udon Thani eine Geheimanlage der CIA befand, die Insidern als „Detention Site Green“ bekannt ist und die zur Vernehmung von Abu Subaida diente. Im Dezember 2014 veröffentlichte  das United States Senate Select Committee on Intelligence (Geheimdienstausschuss des US-Senats, SSCI) eine Zusammenfassung eines geheimen 6.000-seitigen Berichts über CIA-Techniken. In dem Bericht wird behauptet, dass mindestens acht hochrangige thailändische Beamte von der geheimen Stätte wussten. Die Detention Site wurde im Dezember 2002 geschlossen. Thailand hat die Existenz der Detention Site bestritten, während die US-Regierung ihre Existenz weder bestätigt noch dementiert hat. Mit seiner Festnahme kamen die US-amerikanischen Nachrichtendienste auch in den Besitz von Abu Subaidas Tagebüchern, die mehr als ein Jahrzehnt umspannten und den Ermittlern als wertvolle Innenansicht der bewaffneten Islamistenszene dienten, der er angehörte. Ursprünglich wurde vermutet, dass er in Pakistan ein enger Vertrauter des al-Qaida-Chefs Osama bin Laden gewesen sei. Inzwischen hat das amerikanische Justizministerium aber die meisten Anschuldigungen zurückgenommen, darunter den Verdacht der Al-Qaida-Mitgliedschaft. Die CIA räumte ein, Abu Subaida in 83 Fällen der international als Folter betrachteten Methode des „Waterboarding“ unterzogen zu haben. In der Committee Study of the Central Intelligence Agency’s Detention and Interrogation Program wird seine Folterung durch die CIA detailliert beschrieben. Seit September 2006 ist er im US-Gefangenenlager Guantanamo inhaftiert.
Abu Subaida erhob im Oktober 2011 beim Europäischen Gerichtshof für Menschenrechte (EGMR) in Straßburg Klage gegen Litauen, da er in dort befindlichen CIA-Gefängnissen gefoltert worden sein soll. Mit ähnlichen Vorwürfen erhob er 2013 ebenfalls beim EGMR auch Klage gegen Polen. Letzterer Klage wurde im Juli 2014 stattgegeben und Polen wegen Verstößen gegen die Art. 3, 5, 6, 8 und 13 der Europäischen Menschenrechtskonvention (EMRK) zu einer Zahlung eines Schadensersatzes für immaterielle Schäden in Höhe von 100.000 Euro verurteilt.
Nach Angaben eines ehemaligen FBI-Agenten, der ihn 2002 verhört hatte, sagte Abu Subaida den Ermittlern, er habe Chalid Scheich Mohammed empfohlen, sich mit seiner Idee für die Flugzeugattentate in den USA an Bin Laden zu wenden, um von diesem finanzielle Unterstützung zu erhalten.